# 布羅尼體育會
布羅尼體育會（法語：Union Sportive de Boulogne-sur-Mer Côte d'Opale，法語發音：[juːnjən spɔrtɪv bulɔɲ-syʁ-mɛʁ koʊt d'opal]，簡稱US Boulogne）是位於法國北部英吉利海峡沿岸加来海峡省港口城市滨海布洛涅的足球會，於1898年由到訪當地的英國人建立，2008/09年球季煞科日主場獲勝後，才確定奪得法國足球乙級聯賽第三位，歷來首次升級到法國甲組足球聯賽作賽。惟一季後即以尾二成績降班返回法乙。

## 榮譽
- 法國盃
  - 八強：2004/05年；
- 法國足球丙級聯賽
  - 亞軍：2006/07年〈升級法乙〉；
- 法國足球乙級聯賽
  - 季軍：2008/09年〈升級法甲〉；

## 著名球員
- 法蘭克·列貝利（Franck Ribéry）
- 奧利維爾·卡普（Olivier Kapo）

- 恩戈洛·坎特（Ngolo Kante）

## 外部連結
- （法文） 保洛尼官方網站 （页面存档备份，存于）